# Cecilia di Svezia
Cecilia di Svezia (Stoccolma, 22 giugno 1807 – Oldenburgo, 27 gennaio 1844) fu Granduchessa di Oldenburgo. Era figlia del re di Svezia Gustavo IV Adolfo (1778-1837) e della regina Federica (1781-1826) nata principessa di Baden.

## Biografia
Quando nel 1809 il padre fu detronizzato, la famiglia reale di Svezia partì in esilio per stabilirsi nel Granducato di Baden. Nel 1812 il re Gustavo e la regina Federica si separarono ufficialmente e Cecilia, con i suoi fratelli, continuò a vivere nella terra natale della madre, nella città di Bruchsal.
Nell'ottobre del 1830 il granduca Augusto I di Oldenburgo visitò Bruchsal e chiese la mano di Cecilia. Ella accettò, dopo un breve colloquio di un'ora e, poco tempo dopo, partì per Vienna, città dove già viveva il fratello maggiore, per organizzare il suo matrimonio.
In questa città si sposò con Augusto I il 5 maggio del 1831, alla presenza dell'imperatore Francesco I. Il mese successivo gli sposi si stabilirono ad Oldenburg.
Dal loro matrimonio nacquero tre figli:
- Alessandro Federico Gustavo, nato il 16 giugno del 1834 e morto il 6 giugno del 1835;
- Nicola Federico Augusto, nato il 15 febbraio del 1836 e morto il 30 aprile del 1837;
- Antonio Gunther Federico Elimaro, nato il 23 gennaio del 1844 e morto il 17 ottobre del 1895.

Cecilia compose la melodia dell'inno nazionale della sua nuova patria: Heil dir, o Oldenburg! e, nel 1833, contribuì economicamente alla costruzione del primo teatro di Oldenburgo.

Ricevette la decorazione russa dell'Ordine di Santa Caterina e quella bavarese dell'Ordine di Santa Teresa.

Nel suo ruolo di Granduchessa ella fu comunque distaccata dai suoi sudditi: mantenne solo relazioni con un ristretto numero di amici.
Morì di febbre puerperale il 27 gennaio 1844, cinque giorni dopo avere dato alla luce il suo terzogenito.
In suo onore furono nominati una via, una piazza e un ponte nella città di Oldemburgo e, nel 1867 fu fondata una scuola secondaria chiamata Cäcilienschule.

## Titoli e stili
- 22 giugno 1807 – 5 maggio 1831: Sua Altezza Reale Principessa Cecilia di Svezia
- 5 maggio 1831 – 27 gennaio 1844: Sua Altezza Reale La Granduchessa di Oldenburgo

## Ascendenza
|                               |                         |                                                | Genitori                                 |  |  | Nonni |  |  | Bisnonni                  |  |  | Trisnonni                             |  |
|                               |                         |                                                |                                          |  |  |       |  |  | Adolfo Federico di Svezia |  |  | Cristiano Augusto di Holstein-Gottorp |  |
|                               |                         |                                                |                                          |  |  |       |  |  | Adolfo Federico di Svezia |  |  | Cristiano Augusto di Holstein-Gottorp |  |
|                               |                         | Albertina Federica di Baden-Durlach            |                                          |  |  |       |  |  | Adolfo Federico di Svezia |  |  |                                       |  |
| Gustavo III di Svezia         |                         |                                                |                                          |  |  |       |  |  | Adolfo Federico di Svezia |  |  |                                       |  |
|                               |                         | Luisa Ulrica di Prussia                        | Federico Guglielmo I di Prussia          |  |  |       |  |  |                           |  |  |                                       |  |
|                               |                         | Luisa Ulrica di Prussia                        | Federico Guglielmo I di Prussia          |  |  |       |  |  |                           |  |  |                                       |  |
|                               |                         | Luisa Ulrica di Prussia                        | Sofia Dorotea di Hannover                |  |  |       |  |  |                           |  |  |                                       |  |
| Gustavo IV Adolfo di Svezia   |                         | Luisa Ulrica di Prussia                        |                                          |  |  |       |  |  |                           |  |  |                                       |  |
|                               |                         | Federico V di Danimarca                        | Cristiano VI di Danimarca                |  |  |       |  |  |                           |  |  |                                       |  |
|                               |                         | Federico V di Danimarca                        | Cristiano VI di Danimarca                |  |  |       |  |  |                           |  |  |                                       |  |
|                               |                         | Federico V di Danimarca                        | Sofia Maddalena di Brandeburgo-Kulmbach  |  |  |       |  |  |                           |  |  |                                       |  |
| Sofia Maddalena di Danimarca  |                         | Federico V di Danimarca                        |                                          |  |  |       |  |  |                           |  |  |                                       |  |
|                               |                         | Luisa di Hannover                              | Giorgio II di Gran Bretagna              |  |  |       |  |  |                           |  |  |                                       |  |
|                               |                         | Luisa di Hannover                              | Giorgio II di Gran Bretagna              |  |  |       |  |  |                           |  |  |                                       |  |
|                               |                         | Luisa di Hannover                              | Carolina di Brandeburgo-Ansbach          |  |  |       |  |  |                           |  |  |                                       |  |
| Principessa Cecilia di Svezia |                         | Luisa di Hannover                              |                                          |  |  |       |  |  |                           |  |  |                                       |  |
|                               | Carlo Federico di Baden | Federico di Baden-Durlach                      |                                          |  |  |       |  |  |                           |  |  |                                       |  |
|                               | Carlo Federico di Baden | Federico di Baden-Durlach                      |                                          |  |  |       |  |  |                           |  |  |                                       |  |
|                               | Carlo Federico di Baden | Amalia di Nassau-Dietz                         |                                          |  |  |       |  |  |                           |  |  |                                       |  |
| Carlo Luigi di Baden          | Carlo Federico di Baden |                                                |                                          |  |  |       |  |  |                           |  |  |                                       |  |
|                               |                         | Carolina Luisa d'Assia-Darmstadt               | Luigi VIII d'Assia-Darmstadt             |  |  |       |  |  |                           |  |  |                                       |  |
|                               |                         | Carolina Luisa d'Assia-Darmstadt               | Luigi VIII d'Assia-Darmstadt             |  |  |       |  |  |                           |  |  |                                       |  |
|                               |                         | Carolina Luisa d'Assia-Darmstadt               | Carlotta di Hanau-Lichtenberg            |  |  |       |  |  |                           |  |  |                                       |  |
| Federica di Baden             |                         | Carolina Luisa d'Assia-Darmstadt               |                                          |  |  |       |  |  |                           |  |  |                                       |  |
|                               |                         | Luigi IX d'Assia-Darmstadt                     | Luigi VIII d'Assia-Darmstadt             |  |  |       |  |  |                           |  |  |                                       |  |
|                               |                         | Luigi IX d'Assia-Darmstadt                     | Luigi VIII d'Assia-Darmstadt             |  |  |       |  |  |                           |  |  |                                       |  |
|                               |                         | Luigi IX d'Assia-Darmstadt                     | Carlotta di Hanau-Lichtenberg            |  |  |       |  |  |                           |  |  |                                       |  |
| Amalia d'Assia-Darmstadt      |                         | Luigi IX d'Assia-Darmstadt                     |                                          |  |  |       |  |  |                           |  |  |                                       |  |
|                               |                         | Carolina del Palatinato-Zweibrücken-Birkenfeld | Cristiano III del Palatinato-Zweibrücken |  |  |       |  |  |                           |  |  |                                       |  |
|                               |                         | Carolina del Palatinato-Zweibrücken-Birkenfeld | Cristiano III del Palatinato-Zweibrücken |  |  |       |  |  |                           |  |  |                                       |  |
|                               |                         | Carolina del Palatinato-Zweibrücken-Birkenfeld | Carolina di Nassau-Saarbrücken           |  |  |       |  |  |                           |  |  |                                       |  |
|                               |                         | Carolina del Palatinato-Zweibrücken-Birkenfeld |                                          |  |  |       |  |  |                           |  |  |                                       |  |